# Paris gesehen von…
Paris gesehen von… (französisch Paris vu par…) ist ein französischer Kollektivfilm aus dem Jahr 1965. Es sind Kurzfilme von sechs Regisseuren der Nouvelle Vague: Jean Douchet,  Jean Rouch,  Jean-Daniel Pollet,  Éric Rohmer,  Jean-Luc Godard und Claude Chabrol.
Jeder Filmemacher filmt eine Geschichte in einem anderen Stadtteil von Paris. Produziert wurden die Sketche von Barbet Schroeder.

## Saint Germain des Prés
- Buch und Regie: Jean Douchet, Kamera: Nestor Almendros
- Darsteller: Barbara Wilkin (Katherine), Jean-François Chappey (Jean), Jean-Pierre Andréani (Raymond)

Die Vorgeschichte wird aus dem Off zu Impressionen aus Saint-Germain-des-Prés erzählt: Katherine, eine amerikanische Studentin, die Zeichenunterricht an der Académie Julian in der Rue du Dragon nehmen will, war im Café de Flore am Boulevard Saint-Germain einem jungen Mann begegnet. Er, Jean, hatte sie in seinem Auto mitgenommen zu seiner Junggesellenwohnung in der Rue de Seine. Die Handlung setzt ein, als sie in den frühen Morgenstunden in seinem Bett aufwachen. Unter dem Vorwand, dass er schon am Mittag ein Flugzeug nach Mexiko nehmen müsse, setzt er sie vor die Tür. Am nächsten Tag ist Katherine auf dem Weg zu ihrer ersten Stunde in der Akademie, als sich ihr ein anderer junger Mann, Raymond, förmlich aufdrängt. Im Zeichensaal erlebt sie eine Überraschung: Das Aktmodell ist niemand anderes als jener Jean. Sie läuft hinaus, steigt zu Raymond ins Auto, das sie schon kennt, und folgt Raymond in die Junggesellenwohnung in der Rue de Seine, die sie schon kennt. Aber auf ein zweites Abenteuer dieser Art hat sie keine Lust.

## Gare du Nord
- Buch und Regie: Jean Rouch, Kamera: Étienne Becker
- Darsteller: Nadine Ballot (Odile), Barbet Schroeder (Jean-Pierre), Gilles Quéant (der Unbekannte)

Ein junges Paar, Odile und Jean-Pierre, lebt in einer kleinen Wohnung im 10. Arrondissement unweit der Gare du Nord. Odile ist eine ehrgeizige junge Frau und träumt von einem besseren Leben. Nach einem morgendlichen Streit trifft sie zufällig auf der Rue La Fayette einen jungen, ihr vollkommen unbekannten Mann, der ihr anbietet, das Leben von dem sie träumt, mit ihr zu teilen. Sie sind angekommen auf der Brücke über die Gleise, die aus der Gare de l’Est herausführen. Odile zögert. Der Unbekannte besteht auf einer Antwort und sagt ihr, dass er nach einer Zählung bis 10 im Falle einer endgültigen Ablehnung Selbstmord begehen wird. Odile ist vollkommen verunsichert, aber sie kann in dem Moment nur mit „nein“ antworten. Der Unbekannte stürzt sich von der Brücke hinunter.
Der Film hat nur vier Einstellungen, davon zwei Plansequenzen.

## Rue Saint-Denis
- Buch und Regie: Jean-Daniel Pollet, Kamera: Alain Levent
- Darsteller: Claude Melki (Léon, der Kunde), Micheline Dax (die Prostituierte)

Ein schüchterner junger Mann nimmt eine Prostituierte mit in sein schäbiges Hotelzimmer in der Rue Saint-Denis. Sie sprechen über dieses und jenes, sie essen zusammen zu Abend, sie liest ihm etwas aus der Zeitung vor, und schließlich scheinen sie – mehr auf ihre Aufmunterung hin – doch noch zur Sache zu kommen. Aber da ist der Film auch schon zu Ende.

## Place de l’Étoile
- Buch und Regie: Éric Rohmer, Kamera: Nestor Almendros, Alain Levent
- Darsteller: Jean-Michel Rouzière (Jean-Marc), Marcel Gallon (der Aggressive)

Nach einer kurzen, von Rohmer selbst gesprochenen Einführung zur Place de l’Étoile und zum Arc de Triomphe beginnt die Handlung des Kurzfilms: Jean-Marc ist ein stets elegant gekleideter Verkäufer bei einem ebenso eleganten Herrenausstatter in der Avenue Victor-Hugo. Täglich nimmt er seinen nicht ganz einfachen Weg von der Métrostation Étoile zum Laden. Eines Tages trifft er auf einen Mann, der auf einen flüchtigen Zusammenstoß der beiden sogleich aggressiv reagiert. Es folgt ein kleines Handgemenge, Jean-Marc setzt dabei auch seinen Regenschirm ein, der Mann stürzt und bleibt bewegungslos liegen. Jean-Marc flieht und entwickelt in den folgenden Tagen wahrhafte Angstkomplexe – wird man ihm einen Mord anhängen ? – bis er schließlich den Aggressiven in der Métro wiedererkennt. Der Mann ist am Leben und Jean-Marc beruhigt. Endlich kann er sein gewohntes Leben fortsetzen.

## Montparnasse et Levallois
- Buch und Regie: Jean-Luc Godard, Kamera: Albert Maysles, Alain Levent, Nestor Almendros
- Darsteller: Joanna Shimkus (Monika), Philippe Hiquily (Ivan, Schweißer und Metallbildhauer), Serge Davri (Roger, Schweißer und Kfz-Karosseriebauer)

Monika sendet per „pneumatique“ zwei Briefe an ihre zwei Liebhaber. Mit dem einen will sie Schluss machen, dem anderen verspricht sie ihre Liebe. Aber kaum hat sie die Briefe eingeworfen, meint sie, sich bei den Umschlägen vertan zu haben, und sucht die beiden Männer auf, um zu retten, was zu retten ist. Zuerst besucht sie Ivan in dessen Werkstatt in Montparnasse. Dann besucht sie Roger in dessen Werkstatt in Levallois. Monika redet und redet, aber gerade das hilft nicht: Beide Männer werfen sie hinaus.

## La Muette
- Buch und Regie: Claude Chabrol, Kamera: Jean Rabier, Albert Maysles
- Darsteller: Stéphane Audran (Mutter), Claude Chabrol (Vater), Gilles Chusseau (Sohn), Dany Saril (Dienstmädchen)

Ein großbürgerlicher Haushalt im Quartier La Muette im feinen 16. Arrondissement. Ein vielleicht dreizehn oder vierzehn Jahre alter Schüler kann die endlosen Streitereien seiner Eltern und die Geräusche aus dem Zimmer seines Vaters, der sich dort zuweilen mit dem Dienstmädchen amüsiert, nicht mehr ertragen. Er demoliert eine Photographie seines Großvaters (der eine gewisse Ähnlichkeit mit Konrad Adenauer hat), er kippt im Badezimmer den Inhalt einiger Fläschchen in den Ausguss und vor allem findet er eine Lösung, die Streitereien nicht mehr anhören zu müssen: Ohrstöpsel. So hört er dann allerdings auch nicht, als seine Mutter die Treppe hinunterstürzt und sich den Schädel bricht.

## Zwanzig Jahre später...
Eine Fortsetzung dieses Projektes – sechs Regisseure filmen in sechs Pariser Stadtteilen – fand der Film 1984 mit Paris vu par... – 20 ans après, dessen Einzelepisoden realisiert wurden von Chantal Akerman, Bernard Dubois, Philippe Garrel, Frédéric Mitterrand, Vincent Nordon und Philippe Venault.